# Austryggen
Der Austryggen (norwegisch für Ostrücken) ist ein 5,5 km langer Gebirgskamm auf der Peter-I.-Insel in der Antarktis. Vom Lars Christensentoppen ausgehend erstreckt er sich in östlicher Richtung.
Wissenschaftler des Norwegischen Polarinstituts benannten ihn 1987.